# Miguel de Icaza
Miguel de Icaza (1972) és un programador mexicà de programari lliure, més conegut per iniciar els projectes GNOME i Mono.

## Biografia

### Primers anys
Miguel de Icaza va nàixer a la Ciutat de Mèxic i va estudiar a la Universidad Nacional Autónoma de México (UNAM) però mai va acabar la carrera. Ve d'una família de científics; el seu pare és físic i la seva mare biòloga. Va començar a escriure programari lliure el 1992.

### Primers passos com a programador
A l'estiu de 1997, va ser entrevistat a Microsoft per a un treball en l'equip Internet Explorer for UNIX (per a treballar en la plataforma SPARC), però mancava de la titulació universitària requerida per a la feina. En una entrevista  va declarar que va intentar persuadir als seus entrevistadors perquè alliberaren el codi del IE abans inclús que Netscape ho fera amb el seu propi navegador.

### GNOME, Ximian, Xamarin, i Mono
De Icaza va començar el projecte GNOME amb Federico Mena a l'agost de 1997 per crear un entorn d'escriptori completament lliure i un component per a Linux i sistemes operatius Unix-like. Abans d'això, de Icaza havia creat el gestor d'arxius Midnight Commander i havia treballat en el kernel de Linux. També ha creat el programa per a GNOME de fulls de càlcul, Gnumeric.
El 1999, de Icaza, juntament amb Nat Friedman, va ser el cofundador de Helix Code, una companyia de programari lliure orientada a GNOME que va contractar un gran nombre de hackers de GNOME. L'any 2001, Helix Code, reanomenada Ximian, va anunciar el projecte Mono, liderat per de Icaza, amb la meta d'implementar la nova plataforma de Microsot, .NET Framework en plataformes Linux i Unix-like. L'agost de 2003 Ximian va ser adquirida per Novell, Inc..
Al maig de 2011, de Icaza va començar Xamarin per reemplaçar MonoTouch i Mono for Android després que Novell, Inc. fóra comprat per Attachmate i els projectes abandonats.

## Defensa de les tecnologies de Microsoft
De Icaza va aprovar l'estàndard de documents de Microsoft Office Open XML (OOXML), estant en desacord amb moltes de les crítiques generalitzades dins de l'open source i la free software community.
També ha estat un defensor per molt de temps de l'ús de Mono - una implementació lliure de Microsoft  .NET Framework - en GNOME. Això ha suscitat un gran desacord, a causa de les patents que Microsoft té, sobretot en relació amb el .NET Framework.

## Premis i reconeixements
Miguel de Icaza va rebre el 1999 de part de la Free Software Foundation, el premi per l'Avanç en el programari lliure, i del MIT el premi a innovador de l'any. També ha estat anomenat per la revista Time com un dels 100 innovadors del nou mil·lenni el setembre de 2000.
A principis de l'any 2010 va rebre el Microsoft MVP Award.
El març de 2010, va ser elegit cinquè dins de Most Powerful Voices in Open Source.

## Vida Personal
De Icaza ha fet alguns cameos en les pel·lícules de 2001 Antitrust i The Code.
Es va casar amb la brasilera Maria Laura Soares da Silva (ara Maria Laura de Icaza) l'any 2003.
De Icaza és crític amb les accions de l'Estat d'Israel cap als palestins en l'Orient Mitjà i ha escrit en el seu bloc sobre Israel de ser un "Estat terrorista", fent-se ressò d'aquestes declaracions fetes per Noam Chomsky.